# Скоропанова, Ирина Степановна
Ирина Степановна Скоропанова (бел. Ірына Сцяпанаўна Скарапанава; род. 2 апреля 1945, Москва) — белорусский литературовед. Доктор филологических наук. Дочь академика Степана Скоропанова.
Окончила филологический факультет Белорусского государственного университета (1967). С 1971 года преподаёт на кафедре русской литературы БГУ, профессор. В 1972 году защитила кандидатскую диссертацию «Идейно-художественные искания М. А. Булгакова (20-е годы)», в 2003 году — докторскую диссертацию «Русская постмодернистская литература: типология, поэтика, концептосфера».
Занимается преимущественно изучением новейшей русской литературы: автор статей о творчестве Всеволода Некрасова, Геннадия Айги, Евгения Харитонова, Виктора Кривулина, Михаила Сухотина, Виктора Іваніва и др. Опубликовала монографию «Русская постмодернистская литература: новая философия, новый язык» (2000, второе издание 2002) и учебник для филологических специальностей «Русская постмодернистская литература» (1999, ряд переизданий), пособие для учителей «Поэзия в годы гласности» (1993), пособия для студентов по изучению книг Виктора Пелевина «Чапаев и Пустота» (2004) и Владимира Сорокина «Пир» (2006). Составитель хрестоматии «„Минская школа“ на рубеже XX—XXI вв.» (2007), посвящённой русскоязычным литераторам Беларуси, и сборников «Материалы творческих встреч с писателями» (2006, 2010) на основе бесед с литераторами России и Беларуси, выступавшими на филологическом факультете БГУ. Отдельные работы Скоропановой посвящены также более ранней русской поэзии (Борис Пастернак, Максимилиан Волошин, Николай Заболоцкий) и современной белорусской литературе, включая монографию «Поставангардизм Виктора Жибуля» (бел. Поставангардызм Віктара Жыбуля; 2018).
К 70-летию Ирины Скоропановой был выпущен сборник научных работ «Антимардонг».